# Toyota Hilux
Der Toyota Hilux ist ein Pick-up des japanischen Autoherstellers Toyota. Das unter diesem Namen im März 1968 eingeführte Modell war eine Weiterentwicklung des von Hino Jidōsha seit 1961 gebauten Hino Briska, der ab 1967 als Toyota Briska verkauft wurde. Der Name Hilux (zunächst auch HiLux oder Hi-Lux, eine Kurzform für engl. High Luxury) soll als Kunstwort an den Komfort des Fahrzeugs erinnern.
In der Grundausstattung verfügt der Hilux über Hinterradantrieb, seit 1979 ist auch Allradantrieb erhältlich.
Ein Fahrzeug mit derselben Plattform und geschlossenem Aufbau wurde bis 1995 als Hilux Surf vertrieben, in Europa unter dem Namen Toyota 4Runner. Für asiatische Märkte gibt es seit 2023 zudem den deutlich günstiger angebotenen Hilux Champ.

## Erste Generation (RN 10, 1968–1972)

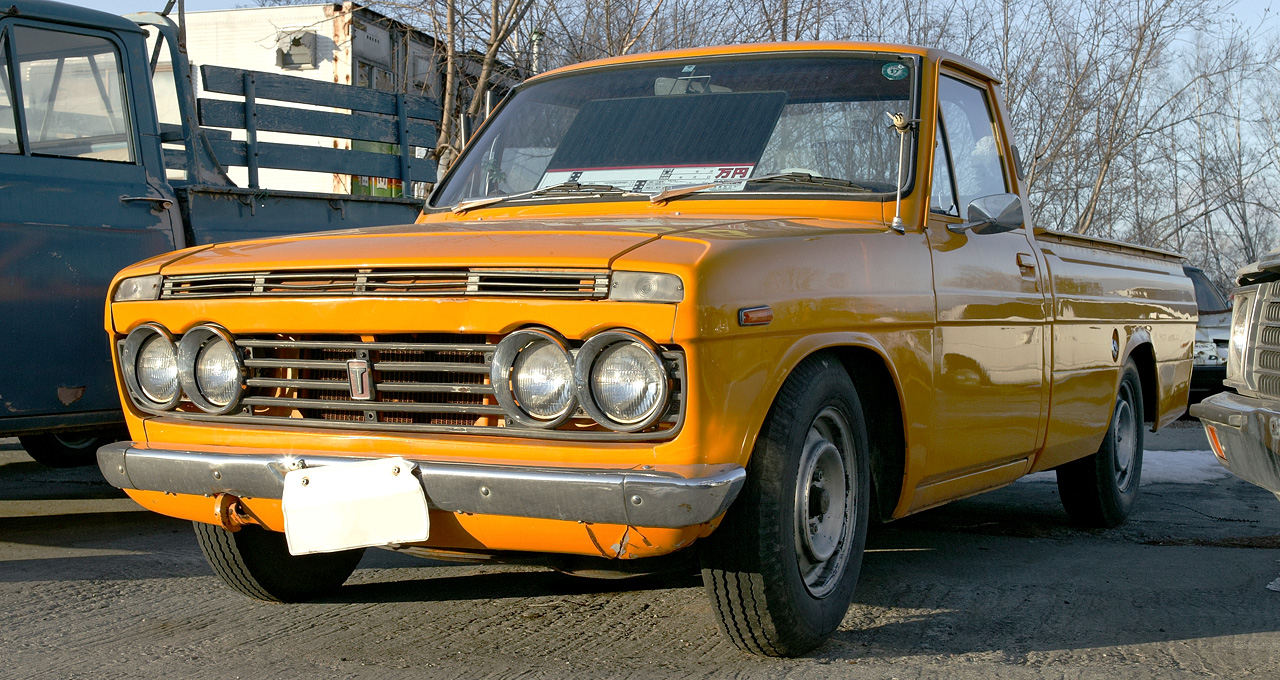
Toyota Hilux (1968–1972)

Im März 1968 begann die Produktion des ersten Hilux, wobei Elemente des seit 1967 als Toyota Briska verkauften Kompakt-Pick-ups und des größeren Toyota Stout mit kurzem Radstand einflossen. Entwickelt wurde das Modell vom japanischen LKW-Hersteller Hino Jidōsha. Der  1,5-l-Ottomotor und die Kraftübertragung gingen auf den Toyota Corona zurück. Im Februar 1971 wurde dieser zu einem 1,6-l aufgerüstet. Für den Markt in Nordamerika wurden Motoren mit 1,9 Liter Hubraum verbaut, ab 1972 mit 2,0 Liter. Die Nutzmasse betrug etwa eine Tonne. Ab April 1969 war optional eine Langversion mit 2,30 m langer Ladefläche erhältlich, die jedoch nicht in Nordamerika angeboten wurde. Ein 4-Gang-Schaltgetriebe war Standard.
Motoren
Globale Märkte:
- 1968–1971: 1,5 Liter (1490 cm³), 2R I4
- 1971–1972: 1,6 Liter (1587 cm³), 12R I4

Nordamerikanischer Markt:
- 1969: 1,9 Liter (1897 cm³), 3R I4, 63 kW (85 PS)
- 1970–1971: 1,9 Liter (1858 cm³), 8R SOHC I4, 72 kW (97 PS)
- 1972: 2,0 Liter (1968 cm³), 18R SOHC I4, 81 kW (108 PS)

## Zweite Generation (RN 20, 1972–1978)

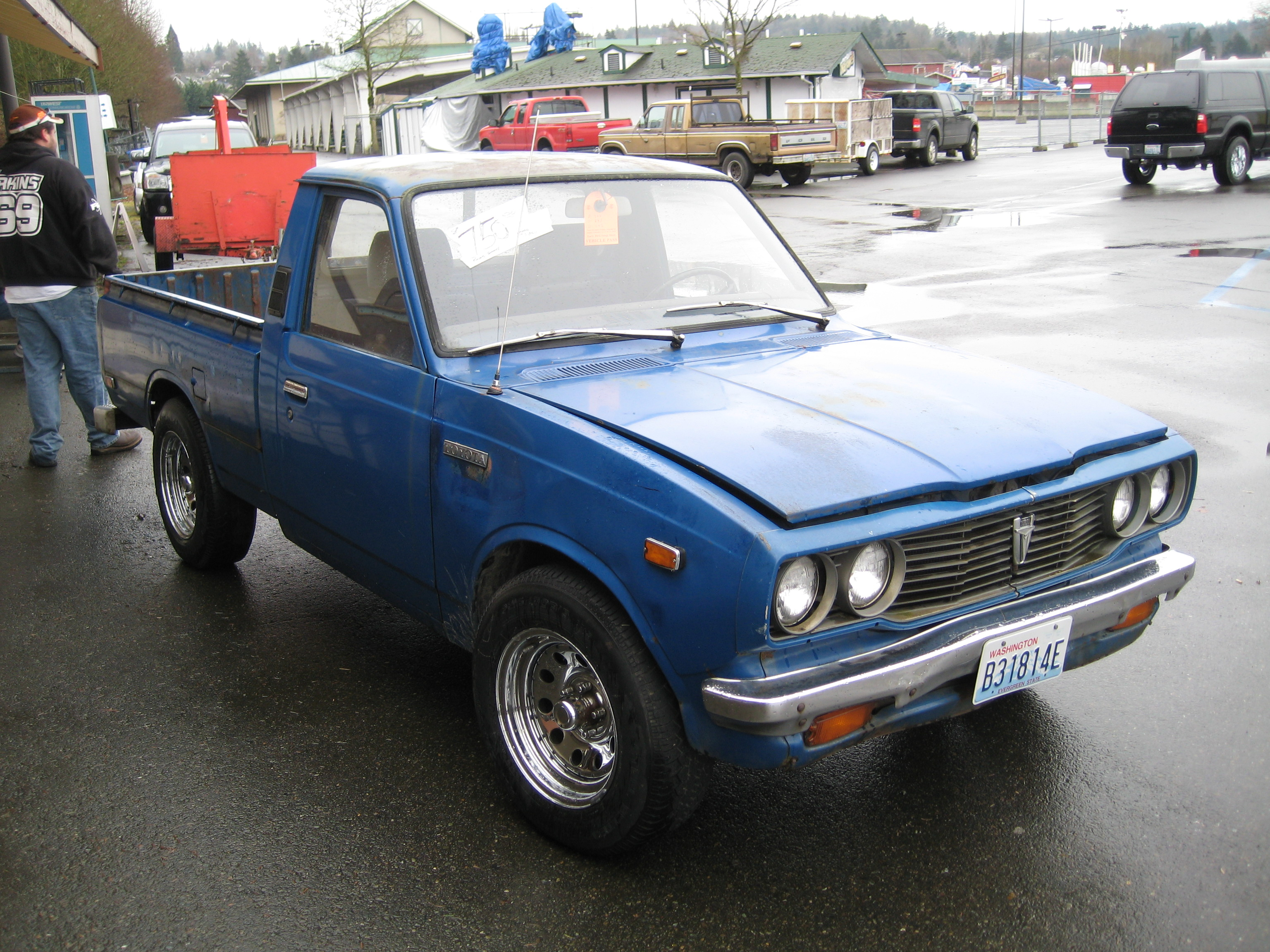
Toyota Hilux (1972–1975)

Im Mai 1972 erschien der zweite Hilux (Typ RN20). Ein komfortablerer Innenraum zusammen mit einer modifizierten Karosserie waren die wichtigsten Änderungen. Sowohl die Kurz- als auch Langversion wurden nun auch in Nordamerika angeboten.
Der Hilux wurde Anfang 1975 radikal überarbeitet, um größer und luxuriöser zu werden. Gleichzeitig wurde in Nordamerika der wesentlich größere 2,2-l-20R-Motor eingeführt. Ein Fünfgang-Schaltgetriebe wurde nun optional angeboten. In Nordamerika wurde der Hilux nun zum A-Serie-Truck. Ein Jahr später war er in den USA „Truck of the Year“.
Motoren
Globale Märkte:
- 1972–1978: 1,6 Liter (1587 cm³), 12R I4
- 1974–1978: 2,0 Liter (1968 cm³), 18R I4

Nordamerikanischer Markt:
- 1973–1974: 2,0 Liter (1968 cm³), 18R SOHC I4, 81 kW (108 PS)
- 1975–1978: 2,2 Liter (2189 cm³), 20R SOHC I4, 72 kW (96 PS)

## Dritte Generation (RN 30, 1978–1983)

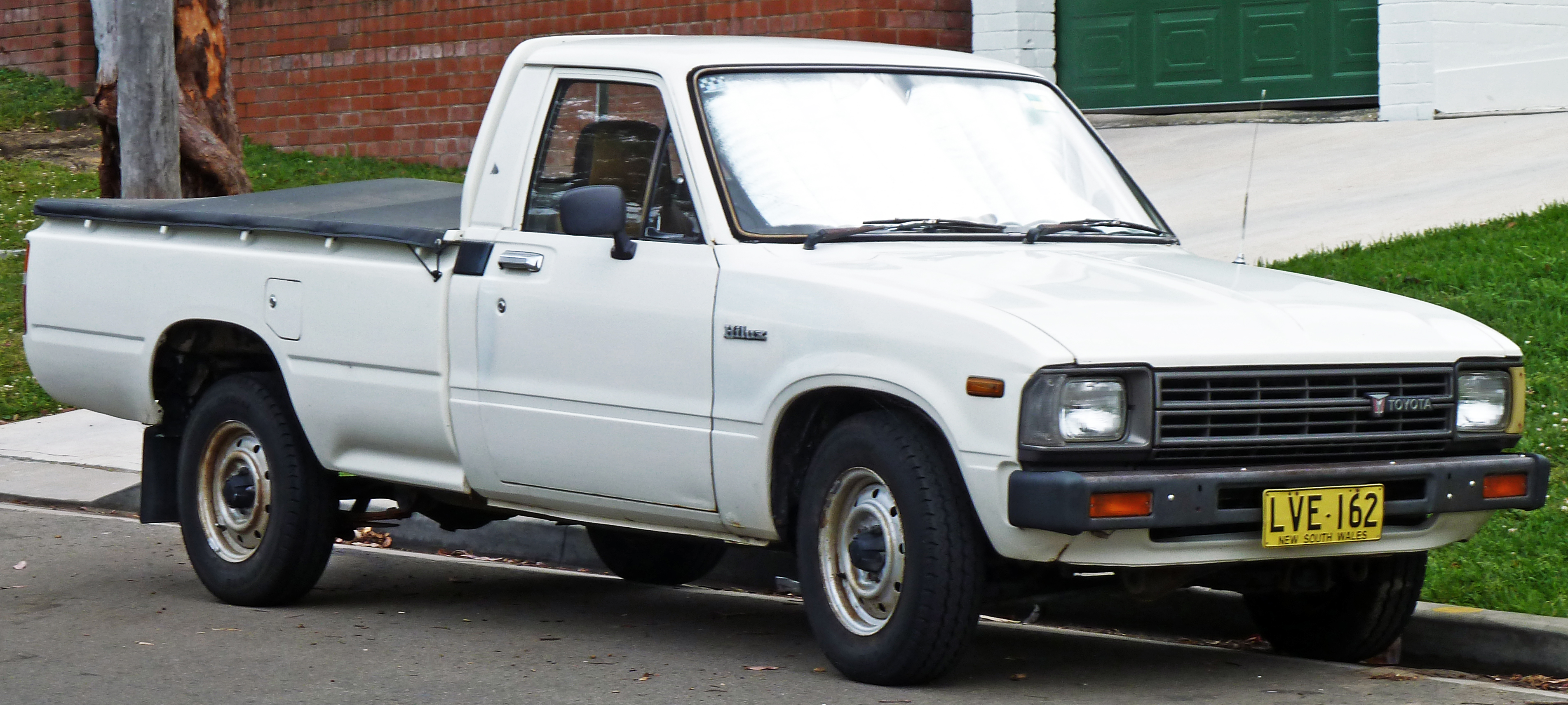
Toyota Hilux (1978–1983)

Der neu gestaltete Hilux wurde im August 1978 eingeführt.

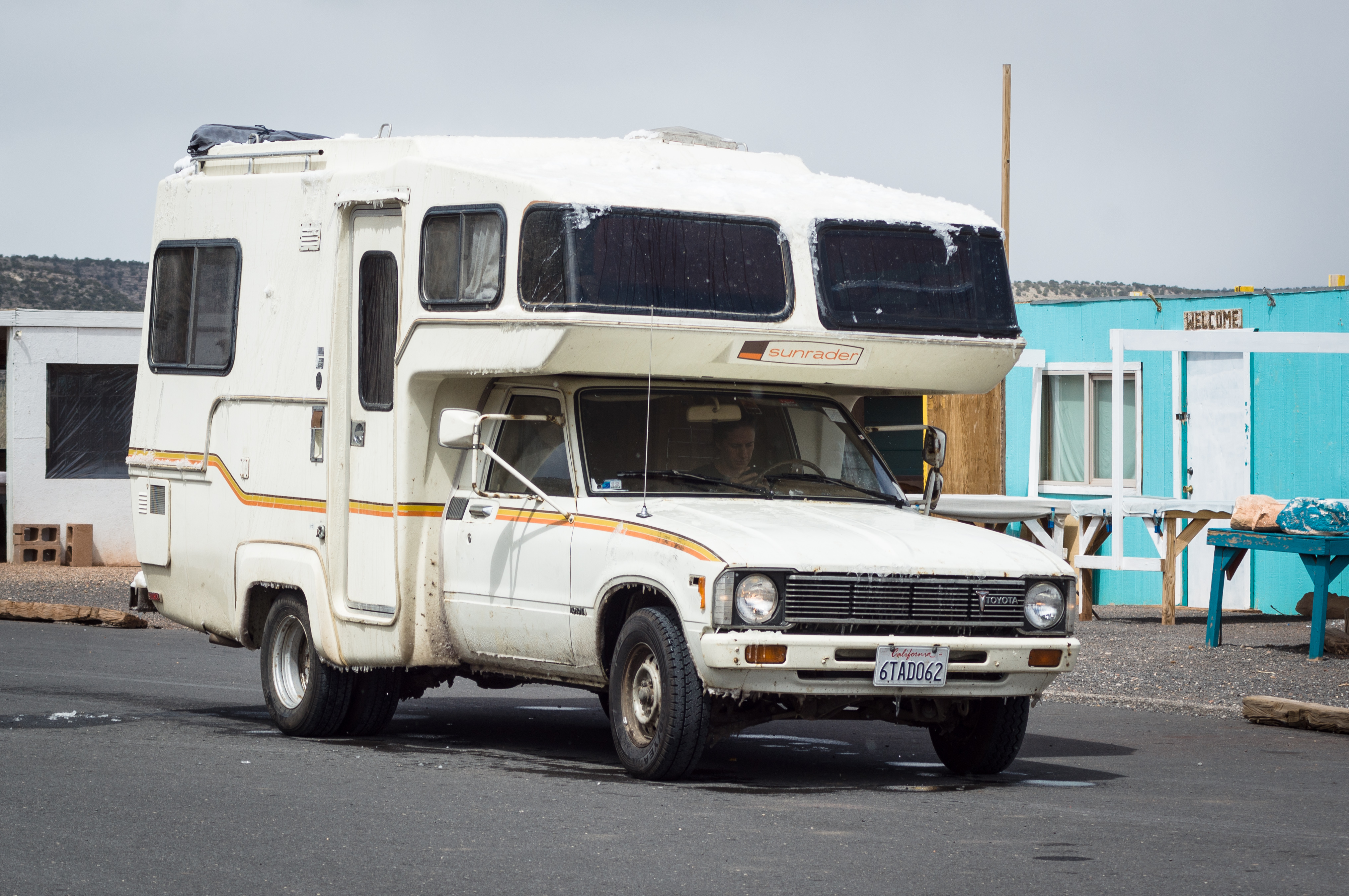
Toyota Hilux-basiertes Sunrader Classic.

Ab Januar 1979 begann der Export auch nach Europa, womit ab 1981 auch der L-Serie-Dieselmotor eingebaut wurde. Allradantrieb war nun in Nordamerika erhältlich. Optional war ein 3-Gang Automatikgetriebe verfügbar. 1981 begann die gemeinsame Entwicklung von Geländewagen auf Basis des Hilux zwischen Toyota und Winnebago Industries. Die Fahrzeuge aus dieser Zusammenarbeit waren der zweitürige Pickup Toyota Wolverine, außerdem mit geschlossenen PKW-Kabinen der Trekker Winnebago und der Toyota Griffith Trailblazer. Alle drei nutzten das Hilux-4x4-RV-Fahrerhaus und -Fahrgestell. Der Trailblazer besaß eine Ganzstahl-Karosserie mit Glasfaserdach. Es wurden mindestens 1500 Trekkers, 400 Trailblazers und eine unbekannte Zahl von Wolverines in Nordamerika verkauft.
Fortan wurde auf Basis dieser Modelle der Toyota 4Runner bzw. Toyota Hilux Surf entwickelt.
Motoren
- 1978–1980: 2,2 Liter (2189 cm³), 20R SOHC I4, 67 kW (90 PS)
- 1981–1983: 2,4 Liter (2366 cm³), 22R SOHC I4, 72 kW (96 PS)
- 1981–1983: 2,2 Liter Diesel I4, 46 kW (62 PS)
- 1981–1983: 1,8 Liter (Australien)

## Vierte Generation (YN 58, 1983–1988)
Im August 1983 war der Produktionsstart für den Hilux YN 58. Es gab nun auch eine XtraCab-Version (verlängerte Kabine mit zwei Türen und vier Sitzen) sowie erstmals eine DoubleCab-Version mit vier Türen und fünf Sitzplätzen. Die Motorenpalette wurde um einen 2,5-l-Dieselmotor ergänzt. Dieser wurde in den USA wie der 2,0-l-Diesel aufgrund der billigen Benzinpreise zum Jahresende 1986 eingestellt. In anderen Märkten wurde der 2,5-l-Diesel mit einem Turbolader ausgestattet.
Da Nissan auf dem nordamerikanischen Markt bereits einen Pick-up mit V6-Motor anbot, führte Toyota dort zunächst den 22R-TE-2,4-l-Ottomotor mit Turboaufladung ein, ab 1987 folgte ebenfalls ein V6-Motor.
Im August 1988 startete die nächste Generation des Hilux, nur in Südafrika lief die Produktion der vierten Generation bis Mitte 1997 weiter.
Motoren
Ottomotoren
- 1983–1988: 1,8 Liter (1812 cm³), 2Y-U, 58 kW (79 PS)
- 1983–1988: 2,2 Liter (2236 cm³), 4Y 70 kW (95 PS)
- 1983–1987: 2,4 Liter (2366 cm³), 22R I4 SOHC, 72 kW (97 PS)
- 1983–1987: 2,4 Liter (2366 cm³), 22R-E I4 SOHC FI, 78 kW (105 PS)
- 1985–1986: 2,4 Liter (2366 cm³), 22R-TE I4 SOHC FI turbo, 101 kW (135 PS)
- 1987–1988: 3,0 Liter (2958 cm³), 3VZ-E V6 FI, 112 kW (150 PS)

Dieselmotoren
- 1983–1988: 2,2 Liter (2188 cm³), I4 Diesel, 46 kW (62 PS)
- 1983–1988: 2,5 Liter (2466 cm³), I4 Diesel, 62 kW (83 PS)
- 1986–1988: 2,5 Liter (2466 cm³), I4 Diesel FI Turbo, 69 kW (93 PS)

## Fünfte Generation (YN 80, 1988–1997)
Der Hilux (Code: YN 80), welcher ab August 1988 produziert wurde, wuchs im Radstand auf 2616 mm beim zweitürigen Standardmodell. Die Nähte der Laderaumkarosserie wurden nun besonders versiegelt, da sie bislang rostanfällig waren. Nun herrschte auch mehr Platz hinter den Vordersitzen als bei der letzten Generation, gegen Aufpreis waren Schwungsitze für die Fondpassagiere erhältlich. Das optionale Automatikgetriebe hatte nun 4 Gänge.
Der Hilux erhielt Anfang 1992 ein leichtes Facelift, wobei in erster Linie der Grill geändert und das neue Toyota-Emblem angebracht wurde. Gleichzeitig wurden die Versionen für den nordamerikanischen Markt nun im Werk NUMMI in Fremont, Kalifornien, produziert. Ab März 1995 ersetzte der Toyota Tacoma in Nordamerika den Hilux.
Der Hilux des Typs YN 80 wurde von April 1989 bis März 1997 als Lizenzbau auch von Volkswagen unter der Bezeichnung Taro produziert. Die Konzeption und die Teile stammten dabei von Toyota. Die Montage wurde bis 1995 im Volkswagenwerk Hannover durchgeführt, anschließend bis zum Produktionsende im Volkswagenwerk Emden. Der Taro war wie der Hilux in den Versionen als Zweisitzer (Single Cab) sowie als XtraCab und DoubleCab erhältlich.
Diese Hilux-Generation wurde viele Jahre lang in China in Lizenz produziert und dort unter anderem als Jiefang 1021 vertrieben. Sein Fahrwerk wurde 1998 für den Chengdu Huandu CAC verwendet, der seinerseits ein Revival des britischen Morris Ital war.
Motoren
Ottomotoren
- 1988–1995: 1,8 Liter (1812 cm³), 2Y-U, 58 kW (79 PS)
- 1988–1995: 2,2 Liter (2237 cm³), 2Y-U, 69 kW (93 PS)
- 1989–1995: 2,4 Liter (2366 cm³), 22R-E SOHC EFI I4, 84 kW (112 PS)
- 1989–1995: 3,0 Liter (2958 cm³), 3VZ-E V6 FI, 112 kW (150 PS)

Dieselmotoren
- 1988–1995: 2,4 Liter Wirbelkammerdiesel (2446 cm³), 59 kW (80 PS)
- 1988–1995: 2,4 Liter Wirbelkammerdiesel (2446 cm³), 61 kW (82 PS)

## Sechste Generation (RZN, 1997–2005)
Beim im August 1997 eingeführten neuen Hilux wuchs der Radstand abermals auf 2850 mm beim Standardmodell. Er war bedeutend länger als der Vorgänger, während die Höhe nur geringfügig vergrößert wurde.
In Thailand wurde der Hilux als Hilux Tiger nun für den gesamten südostasiatischen Markt gebaut, für einige Modelle erfolgte die Fertigung jedoch noch in Japan.
Anfang 2002 wurde der Name in Südamerika auf Hilux Millennium geändert, dieser wurde nur noch lokal für Südamerika angeboten. Gleichzeitig erfolgte ein Facelift und die Dieselmotoren wurden mit Common-Rail-Einspritzung ausgerüstet. Der Hilux wurde nun komplett in Thailand gefertigt.

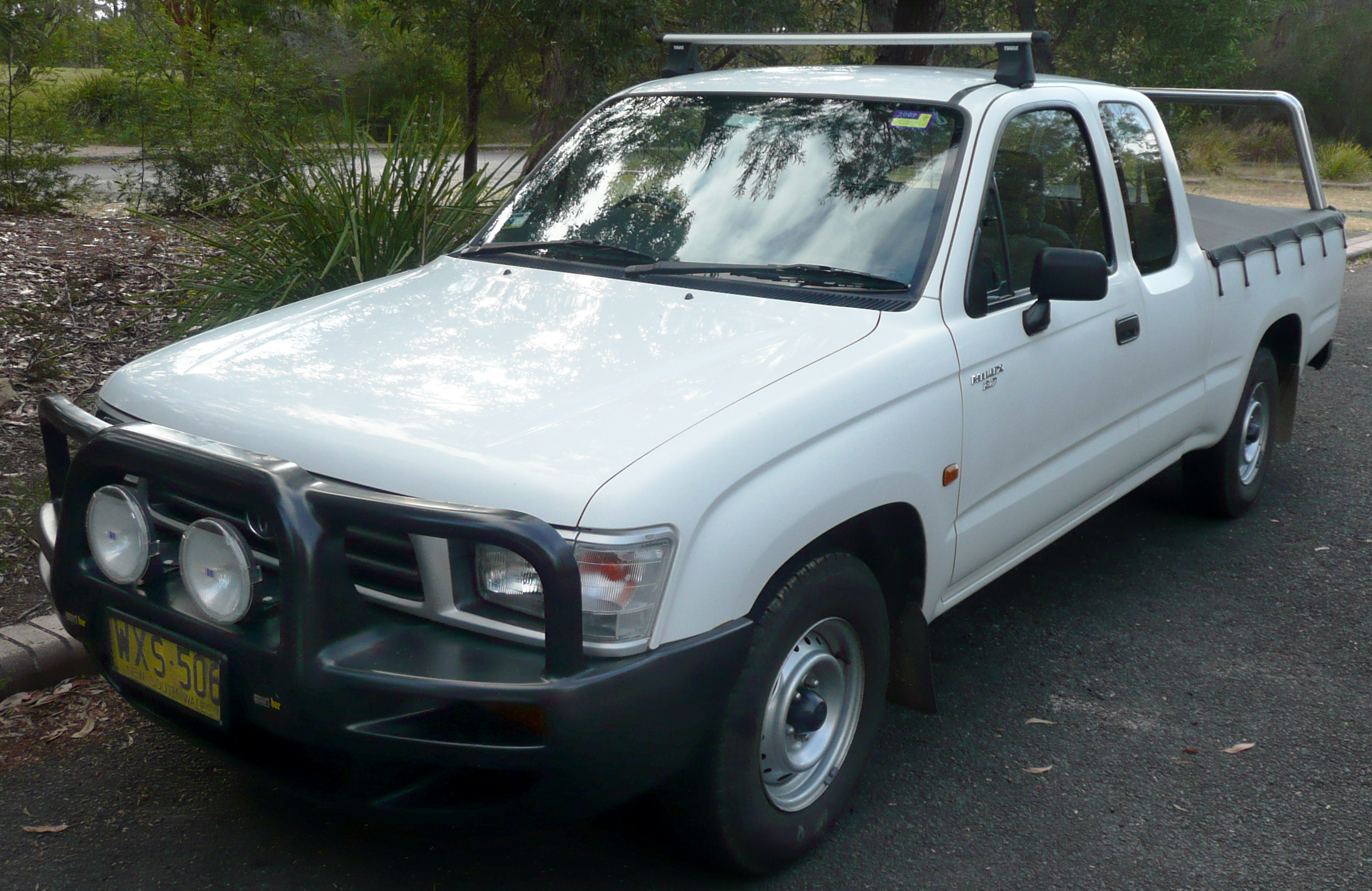
Toyota Hilux XtraCab (1997–2002)
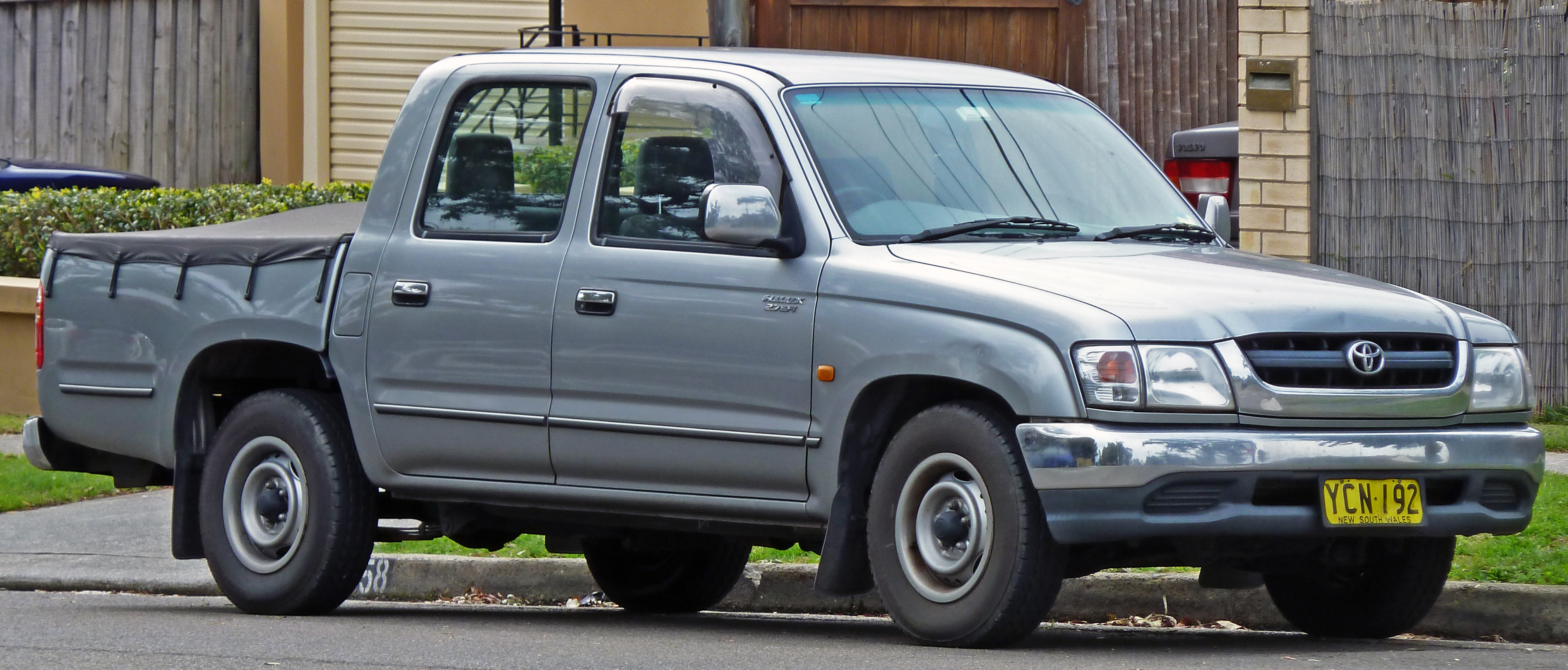
Toyota Hilux DoubleCab (2002–2005)
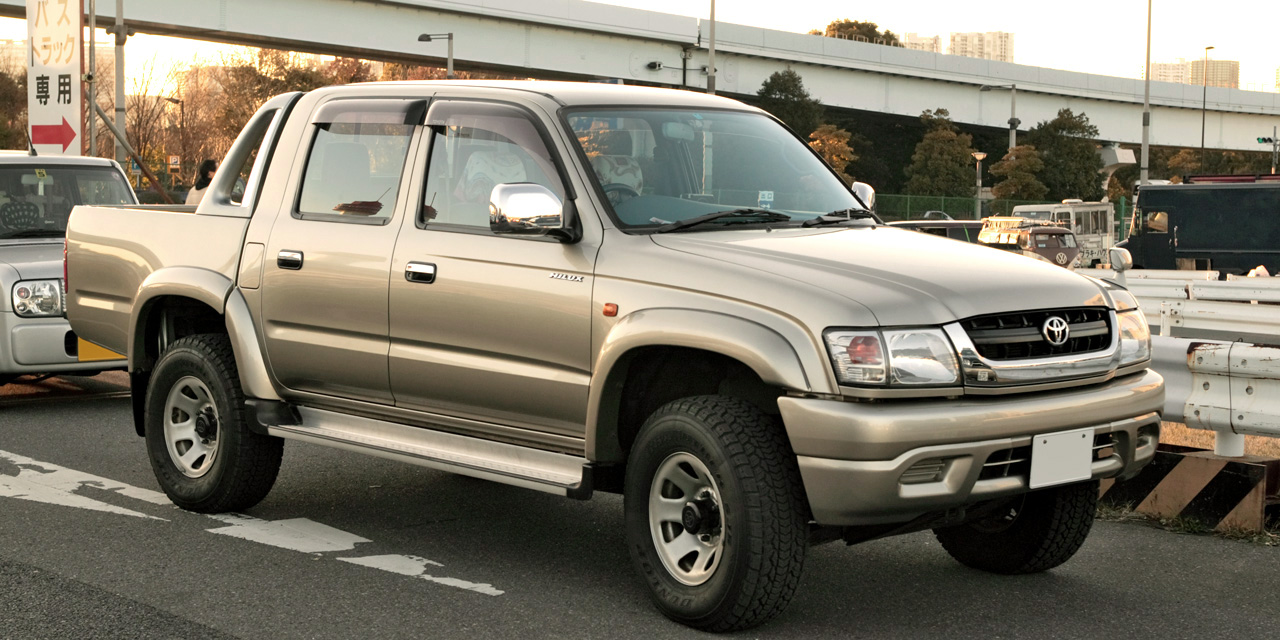
Toyota Hilux DoubleCab 4WD (2002–2005)

## Siebte Generation (N25/N2, 2005–2015)
Im August 2005 begann die Produktion der Baureihe mit der Typenbezeichnung N25 bzw. N2 (EU, TMT, TSAM) und dem Modellcode KUN für Fahrzeuge mit Dieselmotor. In der Europäischen Union wird die Baureihe ausschließlich mit Dieselmotoren verkauft. Auf Märkten außerhalb der EU ist die Typenbezeichnung AN10 bzw. AN20, dort dominieren Ottomotoren. Gegenüber den Vorgängern wuchs der Hilux 7 in allen Dimensionen. In der Basisversion, die mit der Bereifung 205R16C ausgeliefert wurde, betrug die Breite 1760 mm. Wie in den vorangegangenen Generationen waren wieder drei Kabinengrößen erhältlich: SingleCab (Zweisitzer mit zwei Türen), XtraCab (Viersitzer inkl. 2 Notsitzen mit zwei Türen) und DoubleCab (Fünfsitzer mit vier Türen). Nur in Asien wurde ein weiteres Modell namens Vigo SmartCab in der Kabinengröße des XtraCabs, aber mit vier gegenständigen Türen angeboten. Die Höhe lag zwischen 1795 mm (SingleCab) und 1835 mm (XtraCab). Mit einer Wattiefe von 700 Millimeter liegt der Hilux 7 im Mittelfeld ähnlicher Pick-up-Modelle, die Zuladung von 620–750 kg ist vergleichsweise gering.
Der Hilux 7 wird weltweit vertrieben, mit Ausnahme von Nordamerika und Japan. Die DoubleCab-Modelle für den europäischen und afrikanischen Markt werden in Durban (Südafrika) gebaut, mit Ausnahme von Rechtslenker-Modellen für Großbritannien, die aus Thailand kommen. Australien, der Nahe Osten und Asien werden komplett aus Chachoengsao und Samut Prakan (Thailand) beliefert, wo er unter dem Namen Vigo läuft. SingleCab und XtraCab für den EU-Markt werden in Thailand hergestellt, insgesamt stellt Thailand ca. 70 % der Produktion auf dem Weltmarkt. Der Hilux für den chinesischen Markt wird von der GAC Toyota Motor in Guangzhou gefertigt, wo auch der 4,0L V6-Motor 1GR-FE verbaut wird. Auf der Plattform des Hilux werden für den asiatischen Markt außerdem der Toyota Innova und Toyota Fortuner gefertigt. Die Fabriken für den südamerikanischen Markt befinden sich in Zárate (Toyota Argentina in Argentinien) und Cumaná (Venezuela).
Seit 2006 wird im Hilux der aus dem Landcruiser bekannte 3,0-l-Commonrail-Dieselmotor 1KD-FTV verbaut, der in EU-Ländern aber nur im DoubleCab angeboten wird. Die Leistung des 2,5-l-Dieselmotors wurde Ende 2006 durch einen Ladeluftkühler von 102 auf 120 PS erhöht, äußerlich erkennbar sind beide Motoren ab dem Modelljahr 2007 an einer Lufthutze.
Beim Facelift des Modelljahres 2008 wurde die Front leicht überarbeitet. Auf dem EU-Markt erhielten die Ausstattungsvarianten SOL, Life, Comfort und Executive nun aufgesetzte Radhausverbreiterungen, 265-er Reifen und Seitenschweller, damit wuchs die Breite auf 1835 mm. Außerdem wurden in diesen Versionen die Blinker im Spiegelgehäuse integriert. Beide Dieselmotoren waren nun mit zuschaltbarem Allradantrieb erhältlich.
Mit dem Modelljahr 2009 wurde der Hilux erneut einer Modellpflege unterzogen. Als Erkennungszeichen lag die horizontale Chromleiste im Kühlergrill nun unterhalb des Markensymbols, weitere Neuerungen waren die überarbeitete Radaufhängung vorn, Klimaautomatik, Seitenairbags und die verschließbare Heckklappe. Die Ausführung 3.0 D-4D erhielt statt des Viergang- nun das überarbeitete Fünfgangautomatikgetriebe aus dem Toyota Landcruiser, was den Verbrauch reduzierte. Die Top-Ausstattungsvariante „Executive“ verfügte über ein elektronisches Stabilitätsprogramm, bei Toyota „Vehicle Stability Control“ (VSC) genannt, außerdem eine Antriebsschlupfregelung („Traction Control“; Kürzel TRC) und eine größere Bremsanlage inklusive Bremsassistent. Im November 2009 erhielt der 2,5-Liter-Dieselmotor mittels VTG-Turbo eine Leistungssteigerung auf 106 kW (144 PS).
Seit dem Modelljahr 2012, erkennbar an dem neuen Kühlergrill mit drei Chromleisten, wird durch einen Dieselpartikelfilter die Abgasnorm Euro 5 erfüllt. Auch die Fahrzeuge mit Hinterradantrieb erhielten das bessere Chassis der Allradvarianten, so dass alle Modelle für eine Anhängelast von 2,5 Tonnen (gebremst) zugelassen sind. Änderungen des äußerlichen Facelifts umfassen die Frontschürze, die nun mittig platzierte Lufthutze, die Spiegel, Heckleuchten und die serienmäßigen Leichtmetallfelgen der gehobenen Ausstattungsvarianten. Das Armaturenbrett wurde 2014 mit einem neuen Kombiinstrument versehen, der Innenraum wurde nun neben der Standardfarbe Grau für Xtra-Cab und Double-Cab auch in schwarz angeboten.
Das zuvor nur in der Ausstattungsvariante „Executive“ eingebaute ESP, größere Bremsen und 17-Zoll-Felgen wurden seit November 2014 bis zum Produktionsende 2015 in allen Modellen verbaut.
Motoren
Ottomotoren
- 2,0 Liter: VVT-i DOHC I4, 101 kW (136 PS), 1TR-FE; Modellcode TGN15 2WD (Südafrika, Indonesien, Vorderer Orient)
- 2,7 Liter: VVT-i DOHC I4, 118 kW (160 PS), 2TR-FE; Modellcode TGN16 2WD und TGN26 4WD (Südafrika, Australien, Philippinen, Arabische Halbinsel, Venezuela)
- 4,0 Liter: VVT-i DOHC V6, 170 kW (228 PS), 1GR-FE; Modellcode GGN15 2WD und GGN25 4WD (Südafrika, Australien, Venezuela, China)
- 4,0 Liter: Supercharged DOHC V6, 225 kW (306 PS), 1GR-FE; Vertrieb nur in Australien (TRD Edition)

Dieselmotoren
- 2,5 Liter: D-4D DOHC I4, 76 kW (102 PS), 2KD-FTV ohne Ladeluftkühler; Modellcode KUN15 2WD und KUN25 4WD
- 2,5 Liter: D-4D DOHC I4, 88 kW (120 PS), 2KD-FTV, ladeluftgekühlter Turbodiesel; Modellcode KUN15 2WD und KUN25 4WD
- 2,5 Liter: D-4D DOHC I4, 106 kW (144 PS), 2KD-FTV, ladeluftgekühlter VTG-Turbodiesel;  Modellcode KUN15 2WD u. KUN25 4WD
- 3,0 Liter: D-4D DOHC I4, 127 kW (171 PS), 1KD-FTV, 5-Gang-Schaltgetriebe/ 5-Stufen-Automatikgetriebe; Modellcode KUN16 2WD und KUN26 4WD

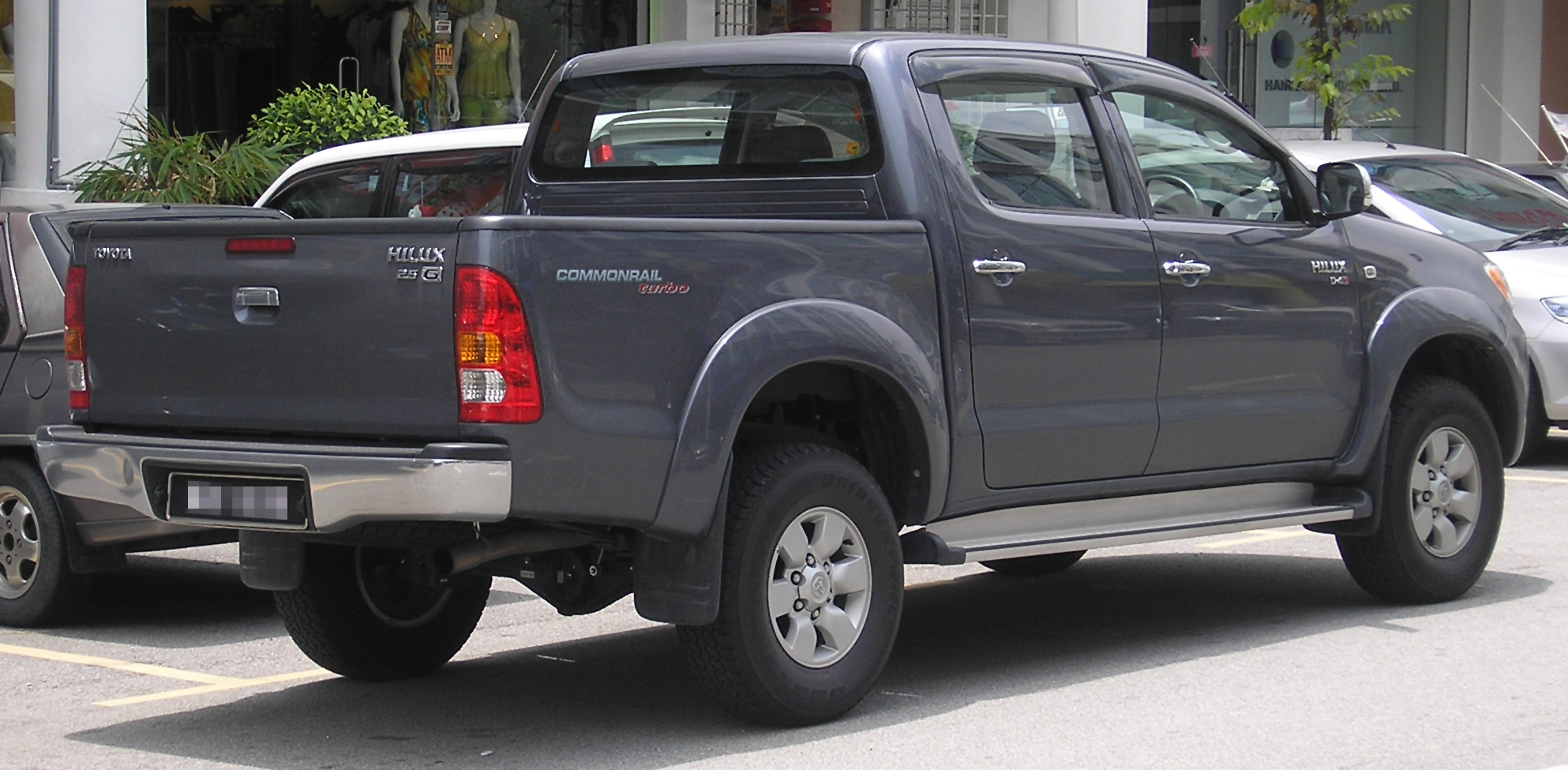
Double Cab, Modelljahre 2005–2008
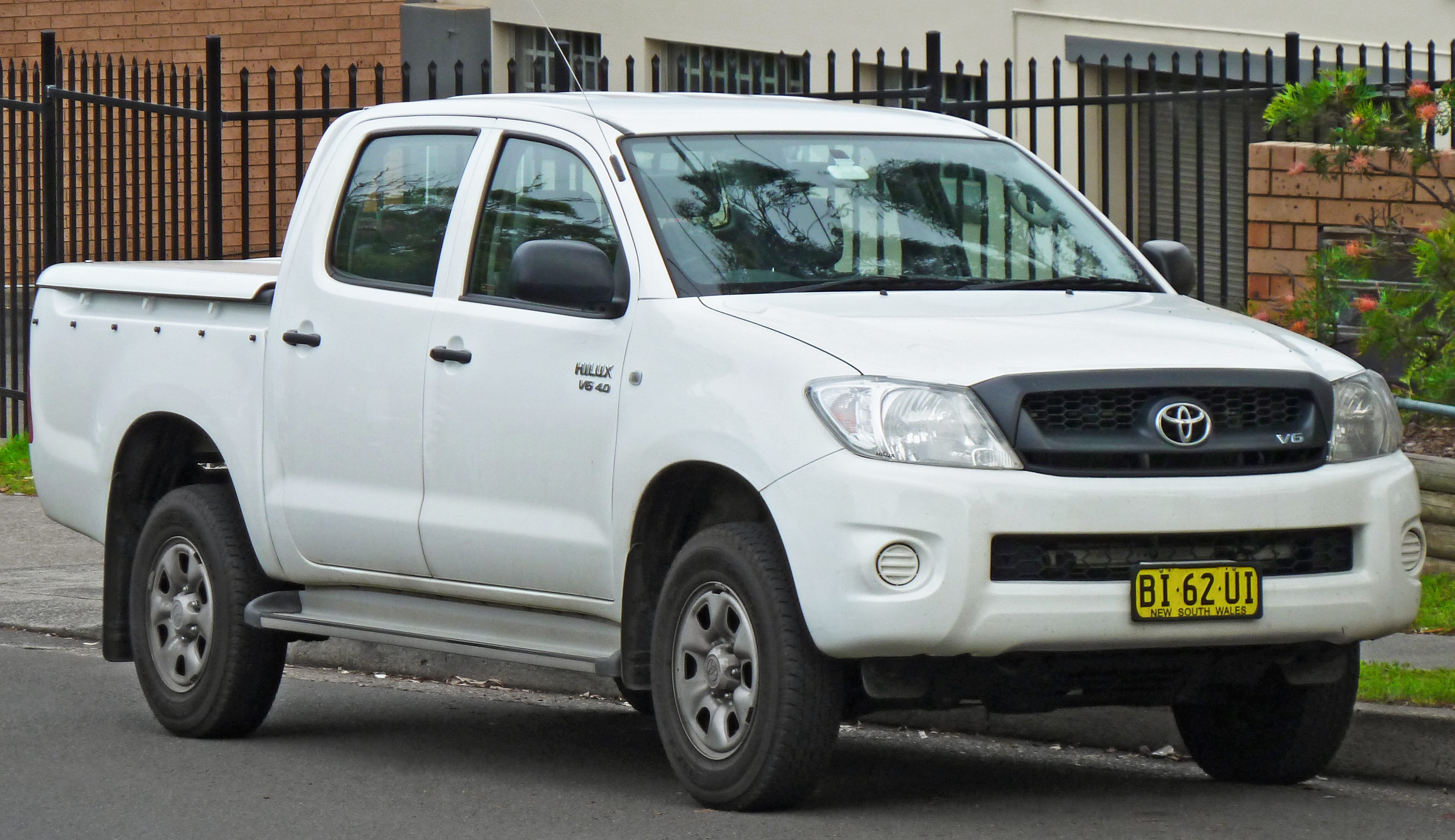
Double Cab, Modelljahre 2009–2011
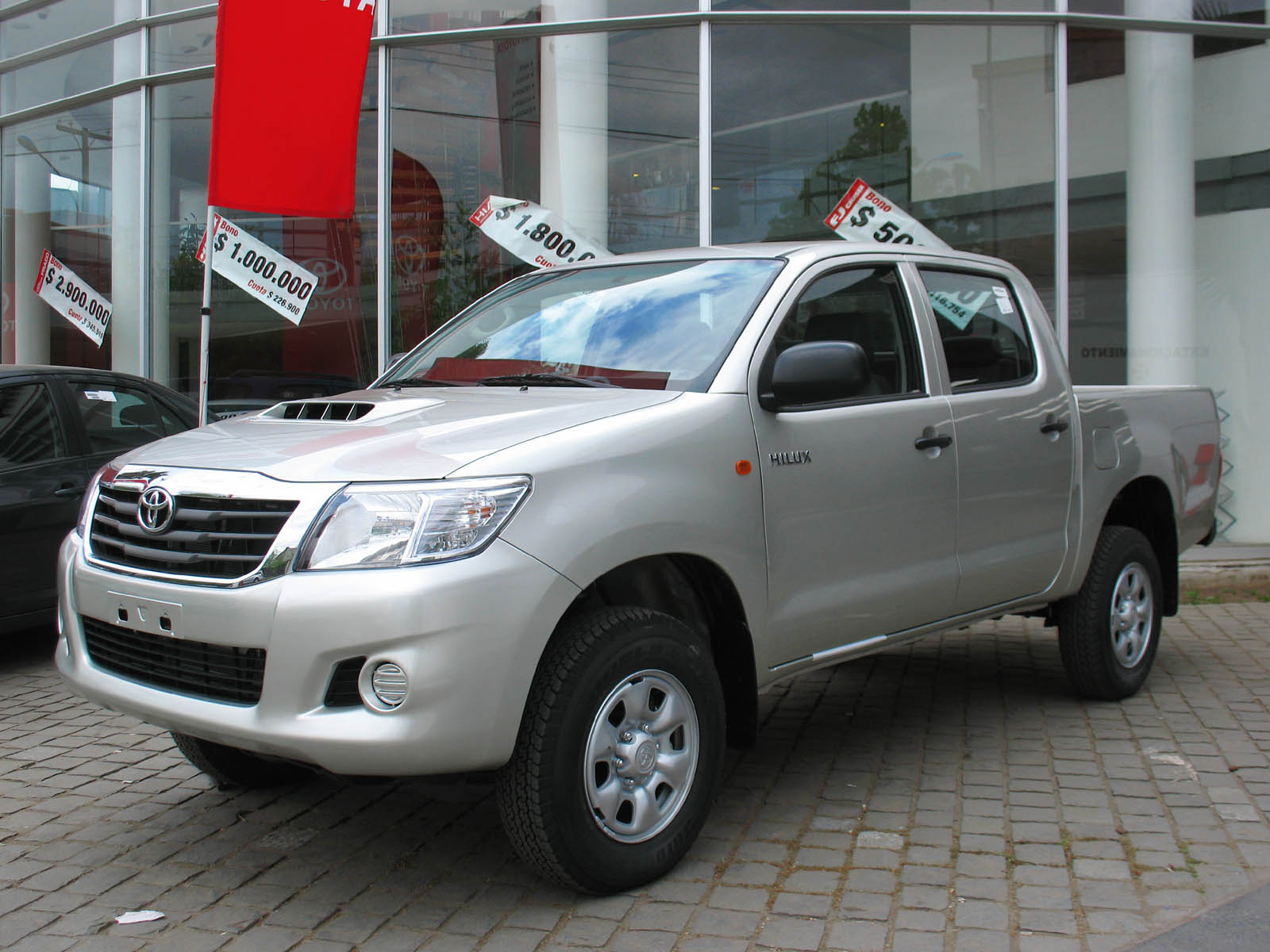
Double Cab, Frontansicht ab Modelljahr 2012
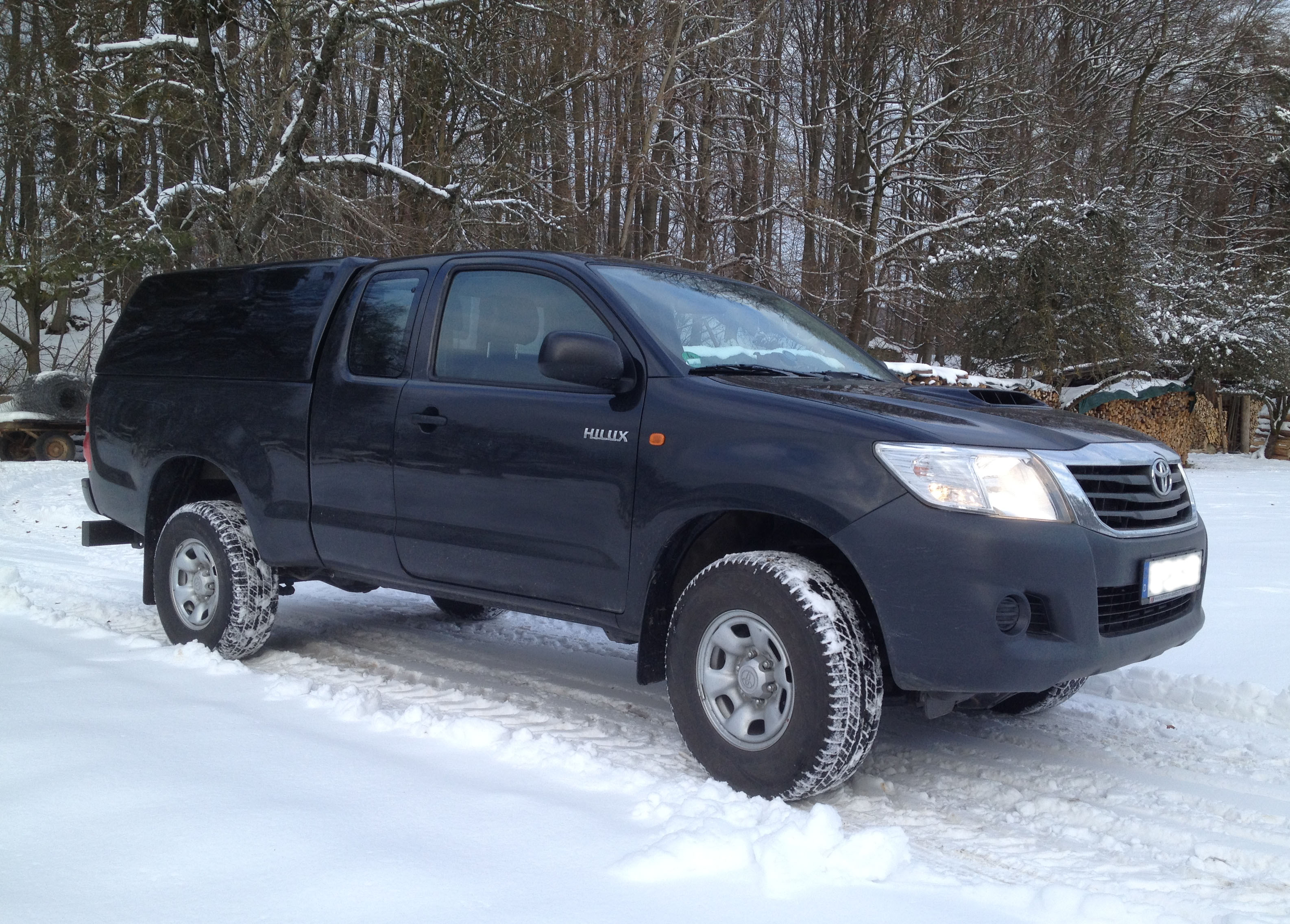
Xtra Cab (ab Modelljahr 2012) mit Hardtop aus GFK
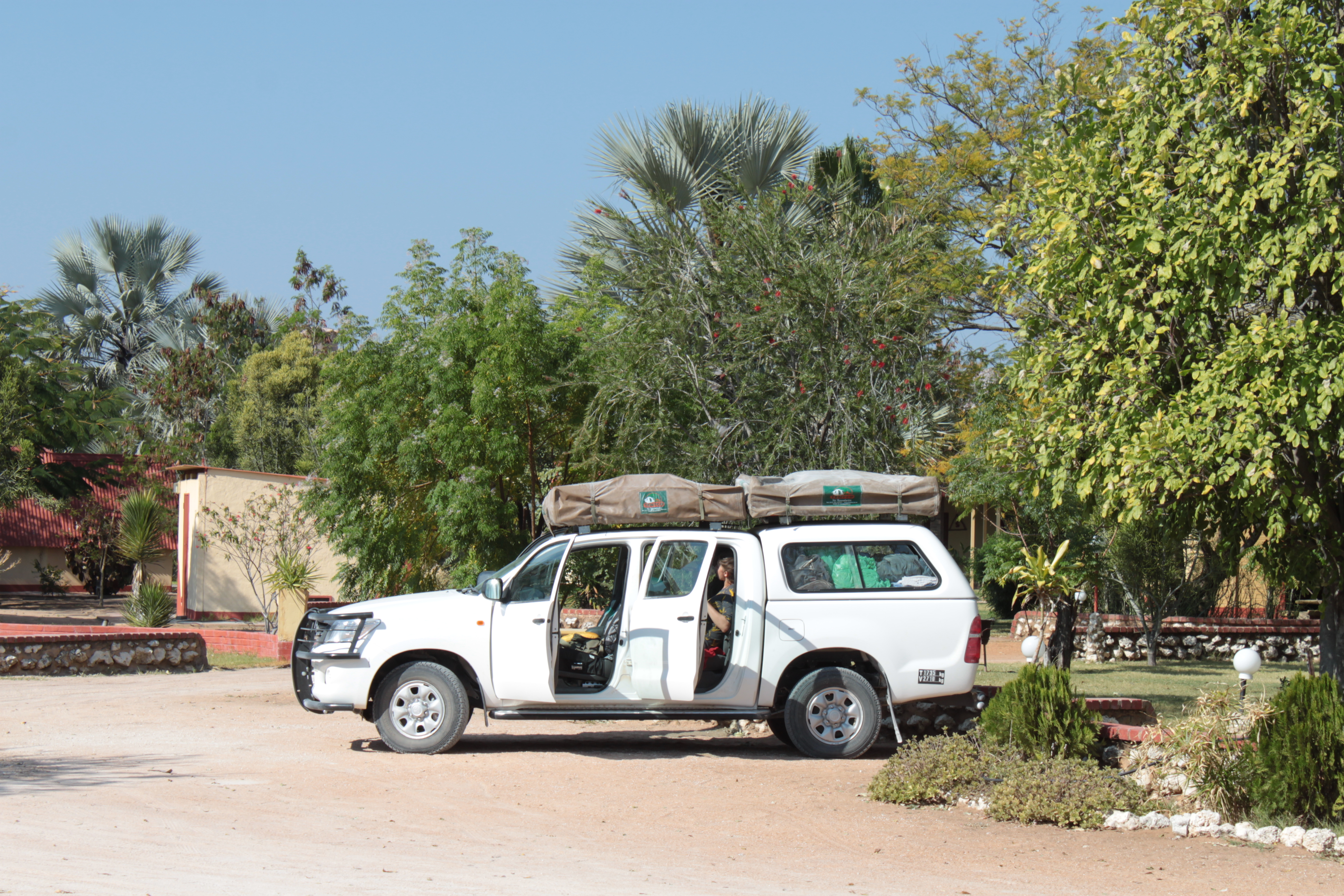
Modell SRX mit Frontschutzbügel und zwei Dachzelten, 2013

## Achte Generation (seit 2015)
| Sterne im Euro NCAP-Crashtest in der Basisausstattung | 3 Sterne im Euro-NCAP-Crashtest |

| Sterne im Euro NCAP-Crashtest mit dem Sicherheitspaket | 5 Sterne im Euro-NCAP-Crashtest |

Die Weltpremiere der achten Generation mit dem Namen Hilux Revo fand am 21. Mai 2015 in Bangkok und Sydney statt. Der Verkauf des neuen Modells begann in Thailand unmittelbar nach der Vorstellung, im übrigen Asien und Australien im Oktober 2015. Im Februar 2016 begann die Auslieferung in Südafrika. Für den EU-Markt fand die Vorstellung erst auf dem Genfer Auto-Salon 2016 statt. Die Auslieferung in Deutschland, Österreich und der Schweiz begann im Sommer 2016. Die drei Ausstattungslinien heißen nun „Country“ (Single Cab), für den Xtra-Cab „Country“ und „Active“, für den Double Cab gibt es zusätzlich die Variante „Lounge“. Am 4. Juni 2020 präsentierte Toyota eine überarbeitete Version des Hilux. Sie kam im Sommer 2020 in den Handel. Zusätzlich ist die neue Ausstattungsvariante „Invincible“ verfügbar. Im Sommer 2022 folgte noch das sportlicher gestaltete Modell „GR Sport“. Für 2023 kündigte Toyota den Hilux als Brennstoffzellenfahrzeug an. Ebenso wurde ein vollelektrischer Prototyp namens Toyota Hilux Revo BEV Concept etwa für den lokalen Mineneinsatz für den australischen und südostasiatischen Markt vorgestellt.
Die ESTEC-Dieselmotoren (Economy with Superior Thermal Efficient Combustion) der Baureihe GD mit 2,4 und 2,8 Liter Hubraum sind Neuentwicklungen. Sie sind gegenüber den Vorgängermotoren bei ähnlichen Leistungen sparsamer im Verbrauch. 2016 wurde zunächst nur der 2,4-Liter-Motor für den EU-Markt zugelassen, dieser erfüllt bei Zugabe von AdBlue die Abgasnorm EURO 6. Ab dem Modelljahr 2021 (erhältlich ab September 2020) wird das Facelift-Modell auch auf dem EU-Markt mit dem 2,8-Liter Dieselmotor 1GD-FTV angeboten. Für einige Märkte außerhalb Europas (z. B. Vietnam) werden weiterhin auch die Dieselmotoren 1KD-FTV und 2KD-FTV aus der 7. Generation verbaut, äußerlich erkennbar an der Lufthutze. Der außerhalb der EU am meisten verkaufte Ottomotor 2TR-FE wurde gegenüber der siebten Generation nur leicht überarbeitet. Im November 2023 wurde ein 48-Volt-Mildhybridsystem angekündigt.
Im Hilux der achten Generation wird erstmals der von Toyota entwickelte automatische Notbremsassistent angeboten. Die gebremste Anhängelast der Allradmodelle beträgt nun 3,2 Tonnen.
2016 wurde der Toyota Hilux vom Euro NCAP auf die Fahrzeugsicherheit getestet. In der Basisausführung erhielt der Hilux drei von fünf möglichen Sternen. Da jedoch für das Modell ein Sicherheitspaket optional erhältlich ist, wurde der Hilux zusätzlich auch mit dem Sicherheitspaket getestet. Bei diesem Test erhielt er fünf von fünf Sternen.

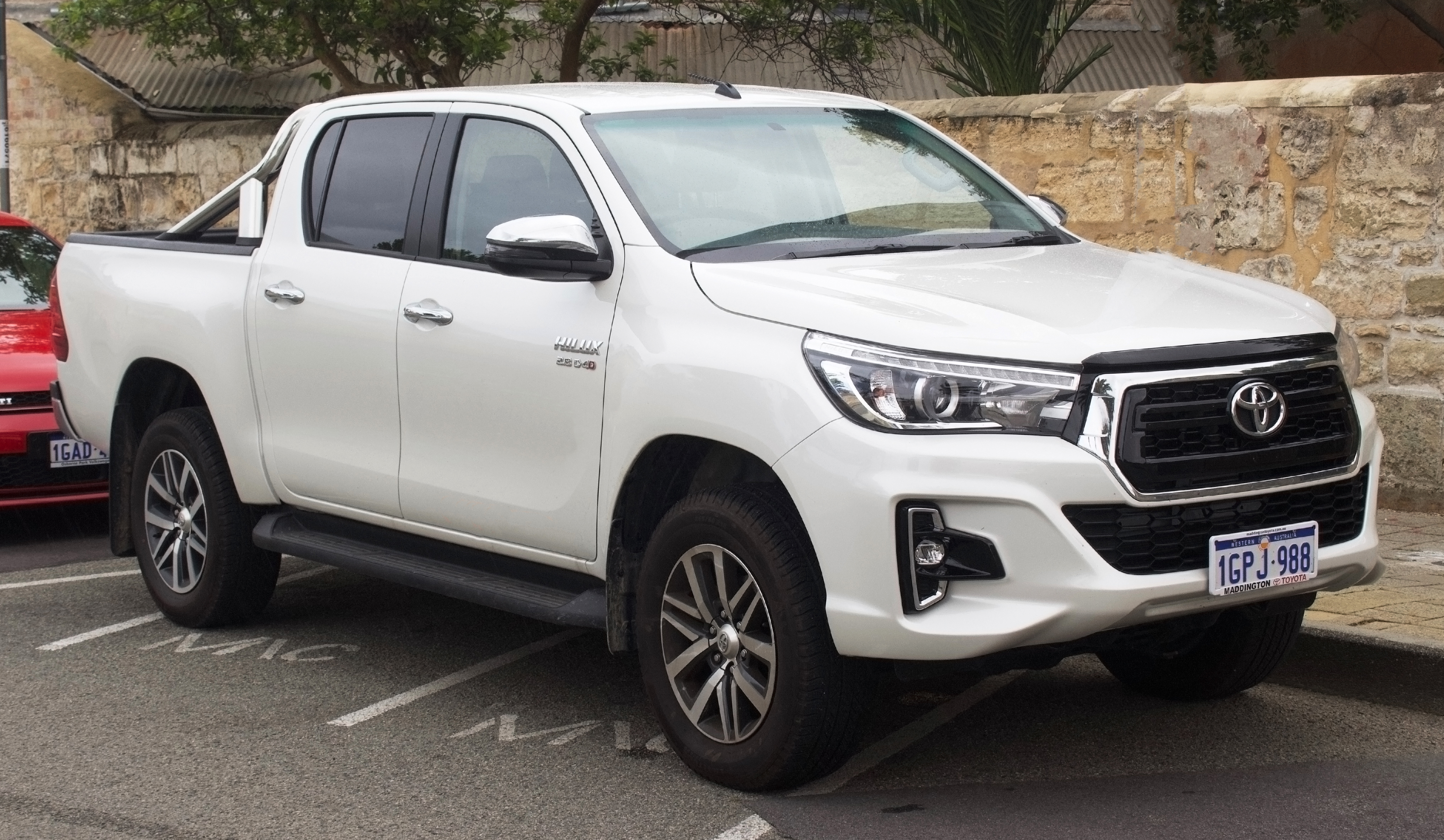
Toyota Hilux (2018–2020)
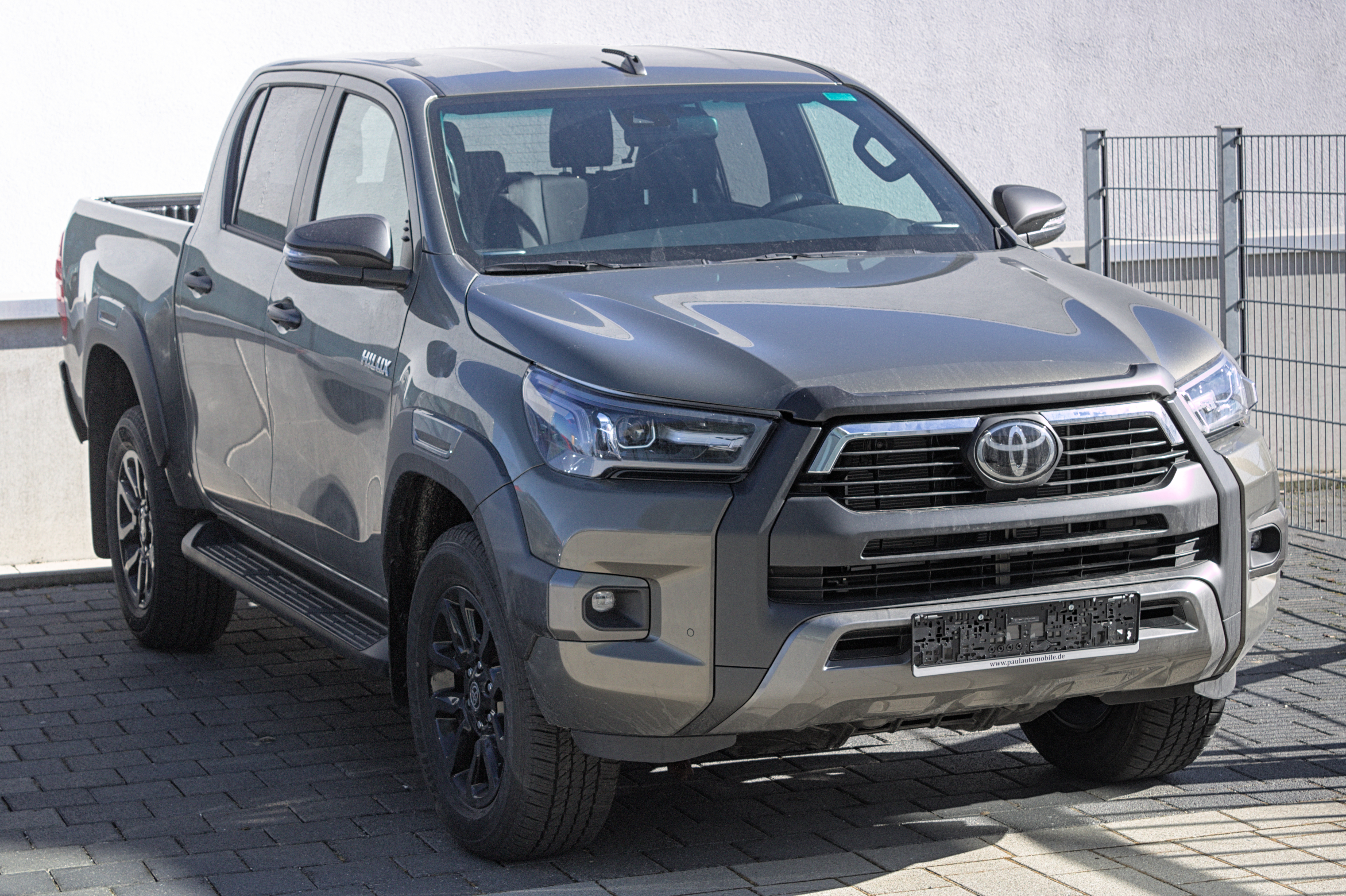
Toyota Hilux (seit 2020)
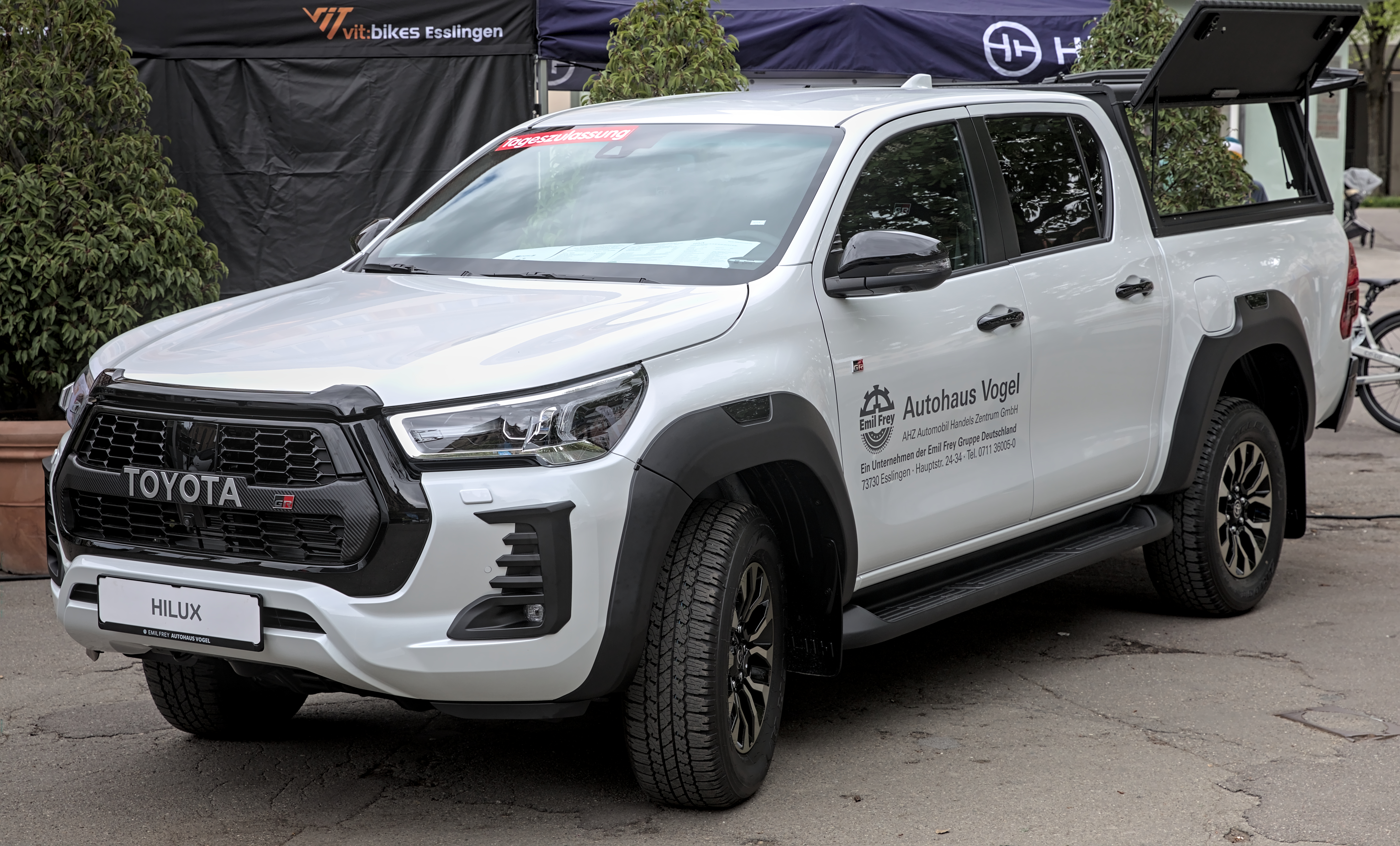
Toyota Hilux GR Sport (seit 2022)

### Technische Daten
|                                             | 2.7 VVT-i              | 4.0 V6                   | 2.4 D-4D                                   | 2.8 D-4D                                     | 2.8 D-4D                                | 2.8 D-4D                 | 2.8 D-4D Mild-Hybrid     |
| Bauzeitraum                                 | seit 2015              | seit 2015                | seit 2015                                  | 2015–2020                                    | seit 2025                               | 2020–2024                | seit 2024                |
| Motorkenndaten                              |                        |                          |                                            |                                              |                                         |                          |                          |
| Motortyp                                    | R4-Ottomotor           | V6-Ottomotor             | R4-Dieselmotor                             | R4-Dieselmotor                               | R4-Dieselmotor                          | R4-Dieselmotor           | R4-Dieselmotor           |
| Hubraum                                     | 2694 cm³               | 3956 cm³                 | 2393 cm³                                   | 2755 cm³                                     | 2755 cm³                                | 2755 cm³                 | 2755 cm³                 |
| max. Leistung bei min−1                     | 122 kW (166 PS) / 5200 | 175 kW (238 PS) / 5200   | 110 kW (150 PS) / 3400                     | 130 kW (177 PS) / 3400                       | 150 kW (204 PS) / 3000                  | 150 kW (204 PS) / 3000   | 150 kW (204 PS) / 3000   |
| max. Drehmoment bei min−1                   | 245 Nm / 4000          | 376 Nm / 3800            | 400 Nm / 1600–2000                         | 420 Nm / 1400–2600 [450 Nm / 1600–2400]      | 420 Nm / 1400–2600 [500 Nm / 1600–2800] | 500 Nm / 1600–2800       | 500 Nm / 1600–2800       |
| Kraftübertragung                            |                        |                          |                                            |                                              |                                         |                          |                          |
| Antrieb, serienmäßig                        | Hinterradantrieb       | Hinterradantrieb         | Hinterradantrieb                           | Hinterradantrieb                             | Allradantrieb                           | Allradantrieb            | Allradantrieb            |
| Antrieb, optional                           | —                      | (Allradantrieb)          | (Allradantrieb)                            | (Allradantrieb)                              | —                                       | —                        | —                        |
| Getriebe, serienmäßig                       | 5-Gang-Schaltgetriebe  | 6-Gang-Automatikgetriebe | 6-Gang-Schaltgetriebe                      | 6-Gang-Schaltgetriebe                        | 6-Gang-Schaltgetriebe                   | 6-Gang-Automatikgetriebe | 6-Gang-Automatikgetriebe |
| Getriebe, optional                          | —                      | —                        | [6-Gang-Automatikgetriebe]                 | [6-Gang-Automatikgetriebe]                   | [6-Gang-Automatikgetriebe]              | —                        | —                        |
| Messwerte                                   |                        |                          |                                            |                                              |                                         |                          |                          |
| Höchstgeschwindigkeit                       | 180 km/h               | 180 km/h                 | 175 km/h (170 km/h) [170 km/h]             | 180 km/h [175 km/h]                          | 175 km/h [175 km/h]                     | 175 km/h                 | 175 km/h                 |
| Beschleunigung, 0–100 km/h                  | 12,1 s                 | 9,4 s                    | 13,2 s (13,2 s) [12,8 s]                   | 11,2 s [10,8 s]                              | 10,1 s [10,7 s]                         | 10,7 s                   | 10,7 s                   |
| Kraftstoffverbrauch auf 100 km (kombiniert) | 10,6 l Super           | 11,7 l Super             | 6,8 l Diesel (7,1 l Diesel) [7,8 l Diesel] | 7,6 l Diesel [8,0 l Diesel] ([8,5 l Diesel]) | 9,7 l Diesel [10,7 l Diesel]            | 7,0 l Diesel             | 10,0 l Diesel            |
| CO2-Emissionen (kombiniert)                 | 253 g/km               | 279 g/km                 | 178 g/km (187 g/km) [204 g/km]             | 198 g/km (199 g/km) [210 g/km] ([224 g/km])  | 253 g/km [280 g/km]                     | 185 g/km                 | 264 g/km                 |
| Tankinhalt                                  | 80 l                   | 80 l                     | 80 l                                       | 80 l                                         | 80 l                                    | 80 l                     | 80 l                     |
| Abgasnorm                                   |                        |                          | Euro 6                                     |                                              | Euro 6e                                 | Euro 6d                  | Euro 6e                  |

## Marktposition und Marken-Image
Toyota führte den Hilux im Marktsegment kleiner bis mittelgroßer Pick-ups ein, unterhalb des größeren Toyota Stout. Nachdem er lange Zeit auf dem internationalen Markt als Compact Pick-up (Pick-up der Kompakt-Klasse) galt, wird er mit den gewachsenen Abmessungen der siebten Generation (seit 2005) als Midsize-Pick-up eingestuft. Mit über 16 Millionen Exemplaren ist der Hilux der weltweit meistverkaufte Pick-up im Marktsegment der kleinen bis mittelgroßen Modelle. Nur in Nordamerika wurde der Vertrieb des Hilux 1995 eingestellt und der eigens für diesen Markt gebaute Toyota Tacoma eingeführt.
Der Hilux war lange Zeit vorrangig Nutzfahrzeug für Bauern, Handwerker, Forstarbeiter oder auf Baustellen im Einsatz, wie zum Beispiel im Straßendienst oder Tagebaubetrieb. Als Behördenfahrzeug unterhalten ihn in Deutschland auch einige Wasserwirtschaftsbetriebe. Außerhalb Deutschlands wird der Hilux häufig bei Polizei und Militär genutzt. Das Markenimage wird außerdem durch medienwirksame Einsätze als Expeditionsfahrzeug bestimmt. 2007 erreichten James May und Jeremy Clarkson mit ihrem Support-Team in der Sonderfolge Top Gear: Polar Special als erste Menschen den Arktischen Magnetpol (nördlichen Magnetpol) in einem Auto. Hierfür wurden zwei stark modifizierte Toyota Hilux und ein gleichermaßen modifizierter Toyota Land Cruiser benutzt. In der dritten Staffel testete die Redaktion von Top Gear einen Hilux auf seine Robustheit, unter anderem durch frontales Auffahren auf einen Baum, Malträtierung mit einer Abrissbirne und Anzünden. Selbst nachdem der Wagen während der Flut am Strand geparkt worden war, funktionierte er nach einiger Reinigungsarbeit einwandfrei.
Spätestens seit der siebten Generation ist der Hilux – wie auch andere Pick-ups – zu einem beliebten Fahrzeug für Freizeitsportler und Camper geworden.

### Technical – Kriegseinsatz

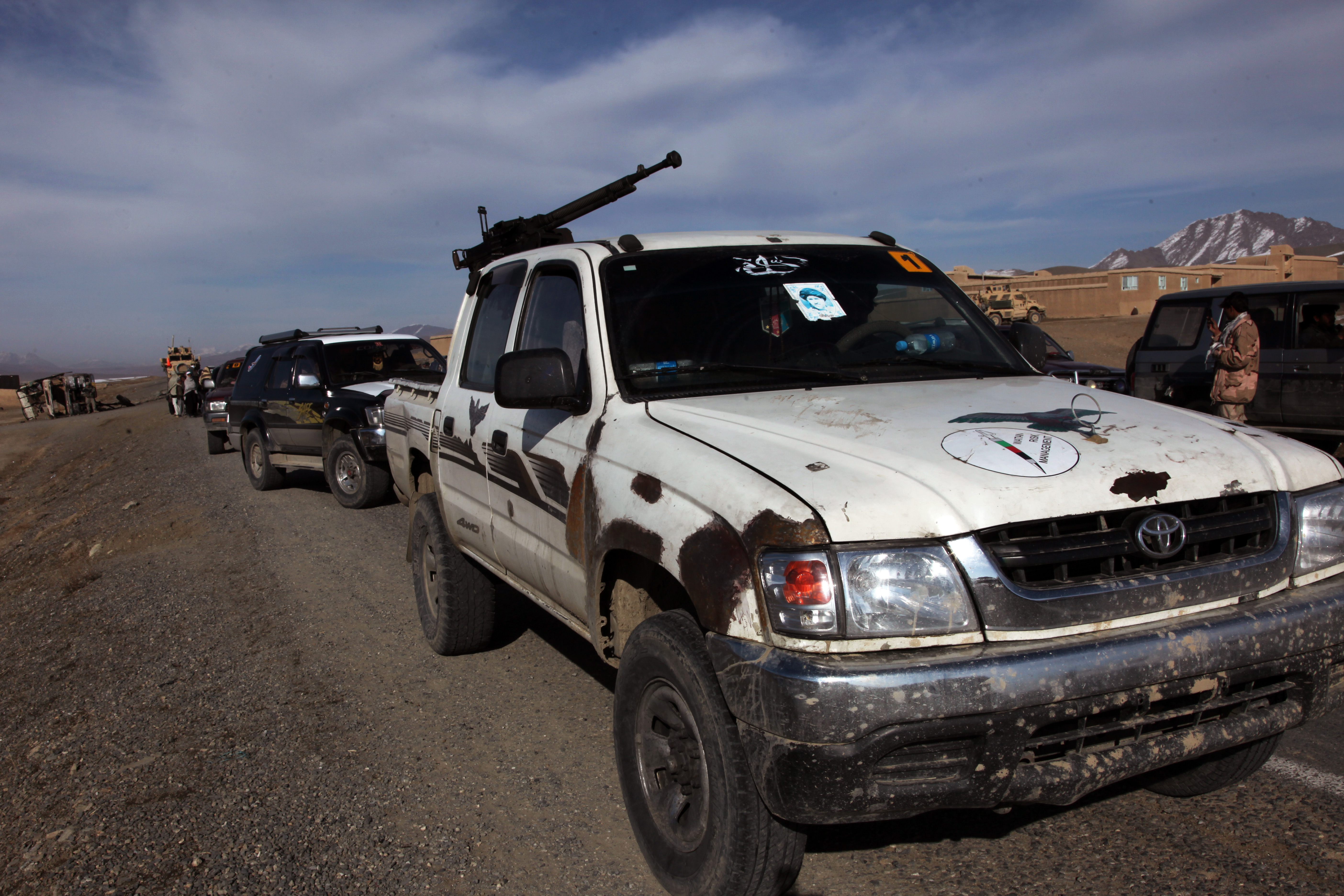
Fahrzeug einer privaten Sicherheitsfirma in Afghanistan mit DSchK-Maschinengewehr

Der Toyota Hilux wird besonders häufig bei asymmetrischer Kriegführung eingesetzt, wo er im Englischen als sogenannter „Technical“ bezeichnet wird. Der Name geht auf den somalischen Bürgerkrieg zu Beginn der 1990er Jahre zurück. Der amerikanische Sicherheitsexperte Andrew Exum bezeichnete den Hilux in diesem Zusammenhang als „fahrendes Pendant zur Kalaschnikow“. Die Gründe für die Beliebtheit liegen – abgesehen von Allradantrieb, Untersetzungsgetriebe und Differentialsperre – in der weltweit guten Service-Abdeckung durch Toyota und der Verwendung einfacher Technik.
Der Einsatz derartiger Fahrzeuge gab einem Abschnitt des Libysch-Tschadischen Grenzkriegs im Jahr 1987 den Namen, der als Toyota-Krieg bezeichnet wird. Seitdem wurde und wird der Hilux als „Technical“ auch in Kriegen und Bürgerkriegen in Afghanistan, Libyen, Mali, Syrien und im Irak eingesetzt.
Die Präsenz des Hilux und des Toyota Land Cruiser in den von der Terrororganisation Islamischer Staat besetzten Gebieten im Irak, in Syrien und Libyen ist so auffällig, dass sich das US-Finanzministerium an den Hersteller gewendet hat. Der Autobauer soll bei der Klärung der Frage behilflich sein, wie der sogenannte Islamische Staat an die vielen Fahrzeuge gekommen sei.

## Motorsport
Im Motorsport wird der Hilux bei Rallyes und im Trial-Sport eingesetzt, seltener auch bei Rundstreckenrennen. Bei der Rallye Dakar 2012 belegte Giniel de Villiers mit einem modifizierten Toyota Hilux den dritten Platz der Gesamtwertung. Bei der Rallye Dakar 2013 und 2015 erreichte er mit Copilot Dirk von Zitzewitz jeweils den zweiten Platz in der Gesamtwertung, 2016 den dritten Platz. Bei der Rallye Dakar 2016 wurde für die Toyota-Werksteams erstmals der modifizierte Hilux 8 eingesetzt.  In den Jahren 2020 und 2021 belegte Nasser Al-Attiyah mit Toyota Gazoo Racing (TGR) auf einem Hilux den zweiten Platz der Rallye Dakar und gewann diese 2019 und 2022.
Seit 2013 wird in Südafrika eine limitierte Ausstattung des Hilux 7 als „Dakar-Edition“ angeboten.